# Экспресс (космический аппарат)
Экспресс — серия геостационарных телекоммуникационных спутников, принадлежащих российскому оператору ФГУП «Космическая связь». Разработка серии и запуск спутников ведётся с начала 1990-х годов.

## Спутники серии Экспресс производства «АО ИСС»
Большинство спутников было изготовлено АО ИСС.
«Экспресс» — родоначальник серии. Всего было изготовлено и запущено 2 аппарата этого типа. Первый запуск осуществлён 13 октября 1994 года, второй 29 сентября 1996 года. Спутники выработали свой ресурс и выведены из эксплуатации.
«Экспресс-А» — модификация серии, разработанная совместно с компанией Alcatel Space. Всего изготовлено 4 спутника, один из которых был потерян в результате аварии ракеты-носителя. Первый удачный запуск спутника серии Экспресс-А осуществлён 12 марта 2000 года. Последний аппарат этой модификации выведен из эксплуатации в марте 2020 года.
«Экспресс-АМ» — модификация серии, разработанная совместно с французскими, японскими и немецкими партнёрами . Первый запуск осуществлён 29 декабря 2003 года.
«Экспресс-АТ» — спутники непосредственного вещания, разработанные на базе спутниковой платформы негерметичного исполнения «Экспресс-1000». Полезная нагрузка производства Thales Alenia Space, Франция. Выведено на орбиту 2 спутника Экспресс-АТ1 и Экспресс-АТ2 16 марта 2014 3:08 МСК с космодрома Байконур Пл. 81.
«Экспресс-80» и «Экспресс-103» — аппараты, также созданные на базе платформы «Экспресс-1000» и предназначенные для поддержания орбитальной группировки ФГУП «Космическая связь». Полезная нагрузка — производства Thales Alenia Space Italia. Введены в эксплуатацию марте 2021 .
«Экспресс-АМУ» — дальнейшее развитие серии. В 2018 году подписаны контракты на изготовление ОАО «ИСС им. Решетнева» спутников «Экспресс-АМУ3» и «Экспресс-АМУ7» с полезной нагрузкой Thales Alenia Space Italia, спутники «Экспресс-АМУ3» и «Экспресс-АМУ7» запущены в декабре 2021 года и введены в эксплуатацию в мае 2022 года.
«Экспресс-РВ»  —  проект серии телекоммуникационных спутников для высокой эллиптической орбиты (ВЭО, ориентировочно на 500 км выше орбиты "Молния"). Проект появился в 2007 году. В октябре 2018 его попытались включить в проект "Сфера". В 2021 Минцифры взяло на себя функции заказчика и была озвучена стоимость программы до 2030 в размере 151,8 млрд рублей, позже сумма была уменьшена сначала до 132 млрд рублей, а далее до 104 млрд рублей (46 млрд рублей внебюджетных средств). Однако, в апреле 2022 функции заказчика было предложено передать в Роскосмос, что и было сделано в августе 2022.

### Спутниковая платформа КАУР-4

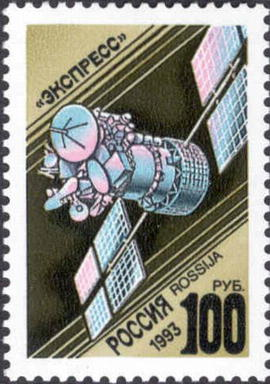
Почтовая марка 1993 год. Космическая связь. Спутник связи «Экспресс».

Первые поколения спутников «Экспресс» («Экспресс», «Экспресс-А», «Экспресс-АМ» с АМ1 по АМ3 и с АМ11 по АМ44) были построены на базе модификаций спутниковой платформы КАУР-4 (МСС-2500-ГСО / МСС-740 / МСС-767). КАУР-4 — платформа герметичного типа, где полезная нагрузка находится в непроницаемом отсеке, а охлаждение производится с помощью жидкостного и газового контуров. Это позволяет обеспечить колебания температуры оборудования в пределах не более 10 °C.
Модифицированная платформа включает:
- бортовой комплекс управления на базе бортового компьютера;
- четыре стационарных плазменных двигателя коррекции СПД-100 (они позволяют удерживать отклонения от заданного положения на ГСО в пределах 0,2° по долготе и широте);
- Трехосная система ориентации, использующая гиростабилизаторы и электрореактивные (термокаталитические гидразиновые) двигатели ориентации, обеспечивает точность пространственного положения аппарата 0,1°.
- Солнечные батареи КАУР-4 имеют одностепенные приводы для наведения на солнце.

### Спутниковая платформа Экспресс-1000/2000

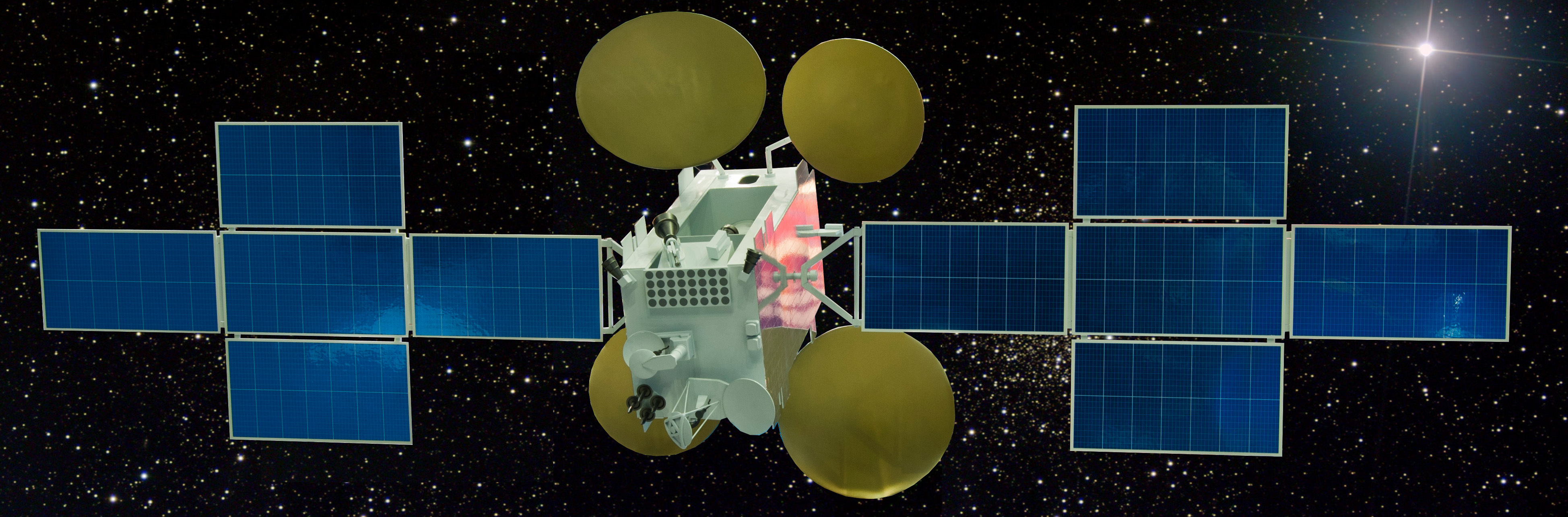
Модель «Экспресс АМ5», построенного на платформе «Экспресс 2000», представленная во время проведения «Недели Космоса» в Мадриде в мае 2011 года

Новые спутники, поставляемые ОАО ИСС для ФГУП «Космическая связь», начиная с Экспресс-АМ5, построены на базе современных спутниковых платформ Экспресс-1000/2000. Полезная нагрузка для этих спутников поставляется канадской компанией MDA и французским и итальянским подразделениями европейской Thales Alenia Space. Особенностями этой спутниковой платформы являются:
- негерметичное исполнение;
- комбинированная система терморегулирования: отвод тепла от полезной нагрузки осуществляется с помощью изогридной центральной трубы. Кроме того, для улучшения теплопереноса между различными конструктивными элементами спутника применяется полностью резервированный жидкостной контур;
- высокоэффективные солнечные батареи на основе трёхкаскадных арсенид-галлиевых фотопреобразователей производства НПП «Квант»;
- литий-ионные аккумуляторные батареи Saft VS 180 SA для коммерческих спутников либо никель-водородные российского производства для военных спутников;
- стационарные плазменные двигатели СПД-100 и СПД-140 производства ОКБ Факел для приведения в рабочую точку и коррекции на орбите.

## Спутники серии Экспресс производства ГКНПЦ им. Хруничева
Самостоятельная серия, разработанная ФГУП «ГКНПЦ им М. В. Хруничева». В основу разработки космического аппарата положена та же спутниковая платформа («Яхта»), что и у спутника Казсат. Полезная нагрузка создана итальянским подразделением Thales Alenia Space. Вывод на орбиту «Экспресс-МД1» состоялся в феврале 2009 года, в мае того же года КА передан в эксплуатацию. В августе 2013 года выведен из эксплуатации.
Следующий аппарат данной серии «Экспресс-МД2» был потерян в результате аварии разгонного блока Бриз-М при запуске 6 августа 2012 года.

## Спутники серии Экспресс производства Airbus D&S
Серия спутников, построенных для ФГУП «Космическая связь» европейским аэрокосмическим концерном Airbus Defence and Space (ранее назывался EADS Astrium) на базе спутниковой платформы Eurostar 3000.
Первый спутник серии Экспресс АМ4, запущенный 18 августа 2011 года, не был выведен на расчетную орбиту в связи с нештатной работой разгонного блока Бриз-М. Спутник был признан полностью потерянным и 25 марта 2012 года был затоплен в Тихом океане. На страховую премию за утерянный спутник в размере 7,5 млрд рублей компания ФГУП «Космическая связь» заказала в EADS Astrium новый спутник Экспресс АМ4R, идентичный потерянному Экспресс АМ4. Однако он также был потерян при неудачном запуске 16 мая 2014 года.
Функционируют на орбите и используются по целевому назначению Экспресс АМ7 и Экспресс-АМУ1 , построенные для ГПКС концерном Airbus D&S на базе платформы Eurostar 3000.
Экспресс-АМУ2 также был заказан корпорации EADS Astrium, однако судьба заказа неясна.

## Список запущенных спутников серии «Экспресс»
| Спутники серии «Экспресс» (жёлтым и розовым цветом выделены действующие)   | Спутники серии «Экспресс» (жёлтым и розовым цветом выделены действующие) | Спутники серии «Экспресс» (жёлтым и розовым цветом выделены действующие) | Спутники серии «Экспресс» (жёлтым и розовым цветом выделены действующие) | Спутники серии «Экспресс» (жёлтым и розовым цветом выделены действующие) | Спутники серии «Экспресс» (жёлтым и розовым цветом выделены действующие) | Спутники серии «Экспресс» (жёлтым и розовым цветом выделены действующие) | Спутники серии «Экспресс» (жёлтым и розовым цветом выделены действующие) | Спутники серии «Экспресс» (жёлтым и розовым цветом выделены действующие) | Спутники серии «Экспресс» (жёлтым и розовым цветом выделены действующие) | Спутники серии «Экспресс» (жёлтым и розовым цветом выделены действующие) |
| Название                                                                   | Модель и Платформа                                                       | Дата запуска                                                             | Орб. поз.                                                                | Масса, кг                                                                | Мощ. ПН, кВт                                                             | САС, лет                                                                 | РН и РБ                                                                  | ПН и предназначение | Состояние |                                                                          |
| -------------------------------------------------------------------------- | ------------------------------------------------------------------------ | ------------------------------------------------------------------------ | ------------------------------------------------------------------------ | ------------------------------------------------------------------------ | ------------------------------------------------------------------------ | ------------------------------------------------------------------------ | ------------------------------------------------------------------------ | --- | --- | ------------------------------------------------------------------------ |
| Серия «Экспресс» (1994—1996)                                               |                                                                          |                                                                          |                                                                          |                                                                          |                                                                          |                                                                          |                                                                          | | |                                                                          |
| «Экспресс-1» (Экспресс 11Л)                                                | «МСС-2500-ГСО»                                                           | 13.10.1994                                                               | 14° з. д.                                                                | 2500                                                                     | 2,4                                                                      | 5                                                                        | «Протон-К» с ДМ                                                          | 2 Ku-диапазона и 10 C-диапазона. ТВ, Телефонно-телеграфная связь в интересах различных ведомств. Передача данных между вычислительными центрами | Выведен из эксплуатации |                                                                          |
| «Экспресс-2» (Экспресс 12Л)                                                | «МСС-2500-ГСО»                                                           | 26.09.1996                                                               | 80° в. д., / 103° в. д.                                                  | 2500                                                                     | 2,4                                                                      | 5                                                                        | «Протон-К» с ДМ-2М                                                       | 2 Ku-диапазона и 10 C-диапазона. То же, что и «Экспресс-1» | Выведен из эксплуатации |                                                                          |
| Серия «Экспресс-А» (1999—2002)                                             |                                                                          |                                                                          |                                                                          |                                                                          |                                                                          |                                                                          |                                                                          | | |                                                                          |
| «Экспресс-А1»                                                              | «МСС-740»                                                                | 27.10.1999                                                               |                                                                          | 2,642                                                                    | 2,4                                                                      | 7                                                                        | «Протон-К» с ДМ-2                                                        | 5 Ku-диапазона и 12 C-диапазона. | Потерян в результате аварии РН |                                                                          |
| «Экспресс-А2»                                                              | «МСС-740»                                                                | 12.05.2000                                                               | 103° в. д.                                                               | 2500                                                                     | 2,4                                                                      | 7                                                                        | «Протон-К» с ДМ-2М                                                       | 5 Ku-диапазона и 12 C-диапазона. Передача данных, телевидение, телефония, Интернет, радиовещание, видеоконференцсвязь, и др. | Выведен из эксплуатации и уведен на орбиту захоронения 27.10.2015 |                                                                          |
| «Экспресс-А3»                                                              | «МСС-740»                                                                | 24.06.2000                                                               | 11° з. д.                                                                | 2500                                                                     | 2,4                                                                      | 7                                                                        | «Протон-К» с ДМ-2М                                                       | 5 Ku-диапазона и 12 C-диапазона. Передача данных, телевидение, телефония, Интернет, радиовещание, видеоконференцсвязь, и др. | Выведен из эксплуатации (проработал 8 лет и 9 месяцев) |                                                                          |
| «Экспресс-А4» (Экспресс-А1R)                                               | «МСС-740»                                                                | 10.06.2002                                                               | 145° в. д.                                                               | 2500                                                                     | 1,45                                                                     | 7                                                                        | «Протон-К» с ДМ-2М                                                       | 5 Ku-диапазона и 12 C-диапазона. Передача данных, телевидение, телефония, Интернет, радиовещание, видеоконференцсвязь, и др. | С 2004 года находился в аварийном состоянии из-за отказа двигателей коррекции наклонения, использовался на наклонной орбите. В марте 2020 года выведен из эксплуатации. |                                                                          |
| Серия «Экспресс-АМ» на платформе МСС-767 (2003—2009)                       |                                                                          |                                                                          |                                                                          |                                                                          |                                                                          |                                                                          |                                                                          | | |                                                                          |
| «Экспресс-АМ22» / SESAT 2                                                  | «МСС-767»                                                                | 29.12.2003                                                               | 53°в. д., 80° в. д.                                                      | 2600                                                                     | 4,2                                                                      | 12                                                                       | «Протон-К» с ДМ2                                                         | Ku-диапазон: 24 Используется на паритетных началах (по 12 транспондеров) ФГУП «Космическая связь» и Eutelsat. Цифровое телерадиовещание, телефония, видеоконференцсвязь, передача данных, доступ в интернет. Покрытие: Европа, Африка, Ближний Восток и Центральная Азия.         | За время эксплуатации было выявлено большое количество неисправностей в работе служебных систем. В апреле — июле 2015г полезная нагрузка перенесена на спутник Экспресс АМ6, а Экспресс АМ22 был переведён в орбитальную позицию 80° восточной долготы.. В феврале 2019 года выведен из эксплуатации и переведён на Орбиту захоронения. |                                                                          |
| «Экспресс-АМ11»                                                            | «МСС-767»                                                                | 27.4.2004                                                                | 96.5° в. д.                                                              | 2600                                                                     | 4,2                                                                      | 12                                                                       | «Протон-К» с ДМ1                                                         | Ku-диапазон: 4 (54 МГц) C-диапазон: 26 (40 МГц) Цифровое телерадиовещание, телефония, видеоконференцсвязь, передача данных, доступ в интернет. Покрытие: Россия, Ближний Восток и Азия.                                                                                           | Выведен из эксплуатации после столкновения с «космическим мусором» (проработал 1 год и 9 месяцев). |                                                                          |
| «Экспресс-АМ1»                                                             | «МСС-767»                                                                | 30.10.2004                                                               | 40° в. д.                                                                | 2600                                                                     | 4,2                                                                      | 12                                                                       | «Протон-К» с ДМ2                                                         | Ku-диапазон: 18 (54 МГц) C-диапазон: 9 (40 МГц) L-диапазон: 1 (0,5 ГГц) | С 24.4.2010 коррекция наклонения (NSSK) невозможна. C 10.8.2013 выведен из эксплуатации (проработал 8 лет и 10 месяцев). |                                                                          |
| «Экспресс-АМ2»                                                             | «МСС-767»                                                                | 30.3.2005                                                                | 80° в. д.                                                                | 2542                                                                     | 4,2                                                                      | 12                                                                       | «Протон-К» с ДМ2                                                         | Ku-диапазон: 12 (54 МГц) C-диапазон: 16 (36 и 40 МГц) L-диапазон: 1 (0,5 ГГц) Цифровое ТВ, телефония, передачи данных, доступа в Интернет на территории России и в Центральной Азии.                                                                                              | С 2009 года эксплуатировался с неисправностями: отказ системы поворота солнечных батарей. С 2010 года вещание со спутника было прекращено. Выведен из эксплуатации в 2016-м году. |                                                                          |
| «Экспресс-АМ3»                                                             | «МСС-767»                                                                | 24.6.2005                                                                | 140° в. д., 103° в. д., 23° в. д.                                        | 2600                                                                     | 4,2                                                                      | 12                                                                       | «Протон-К» с ДМ2                                                         | Ku-диапазон: 12 (54 МГц) C-диапазон: 16 (36, 40 и 72 МГц) L-диапазон: 1 Цифровое телерадиовещание, телефония, видеоконференцсвязь, передача данных, доступ в интернет. | В марте 2022 года выведен из эксплуатации и переведён на Орбиту захоронения. |                                                                          |
| «Экспресс-АМ33»                                                            | «МСС-767»                                                                | 28.1.2008                                                                | 96,5° в. д., 11° з. д.                                                   | 2600                                                                     | 4,41                                                                     | 12                                                                       | «Протон-М» с «Бриз-М»                                                    | Ku-диапазон: 16 (54 МГц) C-диапазон: 10 (40 МГц) L-диапазон: 1 (1 ГГц) Цифровое телерадиовещание, телефония, видеоконференцсвязь, передача данных, доступ в интернет, сети VSAT.                                                                                                  | Выведен из эксплуатации в августе 2022 года. |                                                                          |
| «Экспресс-АМ44»                                                            | «МСС-767»                                                                | 11.2.2009                                                                | 11° з. д.                                                                | 2560                                                                     | 4,41                                                                     | 10                                                                       | «Протон-М» с «Бриз-М»                                                    | Ku-диапазон: 16 (54 МГц) C-диапазон: 10 (40 МГц) L-диапазон: 1 (1 ГГц) Заменил «Экспресс-А3», выработавший свой ресурс. | В рабочем состоянии |                                                                          |
| Серия «Экспресс-АM» на платформе «Экспресс-1000/Экспресс-2000» (2013—2015) |                                                                          |                                                                          |                                                                          |                                                                          |                                                                          |                                                                          |                                                                          | | |                                                                          |
| «Экспресс-АМ5»                                                             | «Экспресс-2000»                                                          | 26.12.2013                                                               | 140° в. д.                                                               | 3400                                                                     | 12,7                                                                     | 15                                                                       | «Протон-М» с «Бриз-М»                                                    | Ka-диапазон: 12 Ku-диапазон: 40 C-диапазон: 30 L-диапазон: 2 | В ограниченно рабочем рабочем состоянии. С 3 июня 2023 года из отказа жидкостного контура охлаждения были отключены часть транспондеров. |                                                                          |
| «Экспресс-АМ6»                                                             | «Экспресс-2000»                                                          | 21.10.2014                                                               | 53° в. д.                                                                | 3400                                                                     | 14                                                                       | 15                                                                       | «Протон-М» с «Бриз-М»                                                    | Ka-диапазон: 12 Ku-диапазон: 44 C-диапазон: 14 L-диапазон: 2 | В ограниченно рабочем рабочем состоянии. С 25 марта 2020 г. отключены стволы Ka-диапазона. С 1 июня 2020 года отключены также стволы L-диапазона и частично диапазонов C и Ku. Продолжают работать 30 транспондеров Ku-диапазона и 12 транспондеров С-диапазона.                                                                        |                                                                          |
| «Экспресс-АМ8»                                                             | «Экспресс-1000Н»                                                         | 14.9.2015                                                                | 14° з. д.                                                                | 2100                                                                     | 5,88                                                                     | 15                                                                       | «Протон-М» с «Бриз-М»                                                    | Ku-диапазон: 16 C-диапазон: 24 L-диапазон: 2 | В рабочем состоянии |                                                                          |
| Спутники непосредственного вещания «Экспресс-АТ» (2014)                    |                                                                          |                                                                          |                                                                          |                                                                          |                                                                          |                                                                          |                                                                          | | |                                                                          |
| «Экспресс-АТ1»                                                             | «Экспресс-1000Н»                                                         | 16.3.2014                                                                | 56° в. д.                                                                | 1726                                                                     | 5,88                                                                     | 15                                                                       | «Протон-М» с «Бриз-М»                                                    | Ku-диапазон: 32 | В рабочем состоянии |                                                                          |
| «Экспресс-АТ2»                                                             | «Экспресс-1000К»                                                         | 16.3.2014                                                                | 140° в. д.                                                               | 1427                                                                     | 3                                                                        | 15                                                                       | «Протон-М» с «Бриз-М»                                                    | Ku-диапазон: 16 | В рабочем состоянии |                                                                          |
| «Экспресс-80» и «Экспресс-103», «Экспресс-АМУ» (2020-)                     |                                                                          |                                                                          |                                                                          |                                                                          |                                                                          |                                                                          |                                                                          | | |                                                                          |
| «Экспресс-80»                                                              | «Экспресс-1000НМ»                                                        | 31.07.2020                                                               | 80° в. д.                                                                | 2210                                                                     | 6.3                                                                      | 15                                                                       | «Протон-М» с «Бриз-М»                                                    | Ku-диапазон: 20 C-диапазон: 16(18) L-диапазон: 2 | В рабочем состоянии |                                                                          |
| «Экспресс-103»                                                             | «Экспресс-1000НМ»                                                        | 31.07.2020                                                               | 96.5° в. д.                                                              | 2282                                                                     | 6.3                                                                      | 15                                                                       | «Протон-М» с «Бриз-М»                                                    | Ku-диапазон: 20 C-диапазон: 16(18) L-диапазон: 1 | В рабочем состоянии. |                                                                          |
| «Экспресс-АМУ3»                                                            | «Экспресс-1000Н»                                                         | 13.12.2021                                                               | 103° в. д.                                                               | 2150                                                                     | 6.3                                                                      | 15                                                                       | «Протон-М» с «Бриз-М»                                                    | Ku-диапазон: 8/22 (перестраиваемая архитектура) C-диапазон: 7 L-диапазон: 2 | В эксплуатации |                                                                          |
| «Экспресс-АМУ7»                                                            | «Экспресс-1000Н»                                                         | 13.12.2021                                                               | 145° в. д.                                                               | 1980                                                                     | 6.3                                                                      | 15                                                                       | «Протон-М» с «Бриз-М»                                                    | Ku-диапазон: 20 C-диапазон: 16(18) L-диапазон: 1 | В эксплуатации |                                                                          |
| Серия «Экспресс-МД» (2009—2012)                                            |                                                                          |                                                                          |                                                                          |                                                                          |                                                                          |                                                                          |                                                                          | | |                                                                          |
| «Экспресс-МД1»                                                             | «Яхта»                                                                   | 11.2.2009                                                                | 80° в. д.                                                                | 1140                                                                     | 1,3                                                                      | 10                                                                       | «Протон-М» с «Бриз-М»                                                    | C-диапазон: 8 (40 МГц) L-диапазон: 1 (1 ГГц) Заменил аварийный «Экспресс-АМ2». Президентская и правительственная связь, цифровое телерадиовещание, телефония, видеоконференцсвязь, передача данных, доступ в интернет. Зона охвата: Россия к востоку от Урала и Центральная Азия. | В аварийном состоянии с 04.07.2013. C 21.8.2013 выведен из эксплуатации (проработал 4 года и 6 месяцев). |                                                                          |
| «Экспресс-МД2»                                                             | «Яхта»                                                                   | 6.8.2012                                                                 | 145° в. д.                                                               | 1140                                                                     | 1,3                                                                      | 10                                                                       | «Протон-М» с «Бриз-М»                                                    | C-диапазон: 8 (40 МГц) L-диапазон: 1(1 ГГц) | Потерян в результате аварии РБ «Бриз-М» |                                                                          |
| Спутники «Экспресс» иностранного производства                              |                                                                          |                                                                          |                                                                          |                                                                          |                                                                          |                                                                          |                                                                          | | |                                                                          |
| «Экспресс-АМ4»                                                             | «Eurostar 3000»                                                          | 17.8.2011                                                                | 80° в. д.                                                                | 5700                                                                     | 14                                                                       | 15                                                                       | «Протон-М» с «Бриз-М»                                                    | Ka-диапазон: 2 Ku-диапазон: 28 C-диапазон: 30 L-диапазон: 3 10 антенн с перенацеливаемыми лучами Суммарная ёмкость составляет 2,722 ГГц — около 1/3 от ёмкости всей спутниковой группировки ГПКС.                                                                                 | Потерян в результате аварии РН |                                                                          |
| «Экспресс-АМ4Р»                                                            | «Eurostar 3000»                                                          | 16.5.2014                                                                | 80° в. д.                                                                | 5700                                                                     | 16                                                                       | 15                                                                       | «Протон-М» с «Бриз-М»                                                    | Ka-диапазон: 2 Ku-диапазон: 28 C-диапазон: 30 L-диапазон: 3 | Создавался вместо потерянного при запуске «Экспресс-АМ4». Потерян в результате аварии РН. |                                                                          |
| «Экспресс-АМ7»                                                             | «Eurostar 3000»                                                          | 19.3.2015                                                                | 40° в. д.                                                                | 5700                                                                     | 16                                                                       | 15                                                                       | «Протон-М» с «Бриз-М»                                                    | Ku-диапазон: 36 C-диапазон: 24 L-диапазон: 2 | В рабочем состоянии |                                                                          |
| «Экспресс-АМУ1»                                                            | «Eurostar 3000»                                                          | 25.12.2015                                                               | 36° в. д.                                                                |                                                                          |                                                                          | 15                                                                       | «Протон-М» с «Бриз-М»                                                    | Ka-диапазон: 20 Ku-диапазон: 61 | В рабочем состоянии |                                                                          |

## События
- май 2023 года. Объявлено о завершении проектирования Экспресс-АМУ4 и начале выпуска конкурсной документации для его изготовления[42].
- август 2022 года. Функции заказчика "Экспресс-РВ" переданы Роскосмосу[13].
- май 2022 года. Спутники Экспресс-АМУ3 и Экспресс-АМУ7 введены в эксплуатацию[11].
- декабрь 2021 года. Запущены Экспресс-АМУ3 и Экспресс-АМУ7. Спутники выведены на геопереходную суперсинхронную[англ.] орбиту, переход в рабочие точки на ГСО будет производиться собственными электрореактивными двигателями аппаратов, планируемый срок довыведения - 2 месяца[10].
- март 2021 года. Экспресс-80 и Экспресс-103 введены в коммерческую эксплуатацию[7][8].
- июль 2020 года. Состоялся пуск РН «Протон-М» со спутниками Экспресс-80 и Экспресс-103. После отделения от разгонного блока спутники выведены на суперсинхронную орбиту[англ.], довыведение в рабочую точку на геостационарной орбите будет осуществляться в течение 160 дней собственными электрореактивными двигателями аппаратов[43].
- февраль 2020 года. Спутники Экспресс-80 и Экспресс-103 доставлены на космодром Байконур. Запуск планировалось осуществить в марте, но он был отложен на неопределенный срок из-за обнаруженных в ракете-носителе бракованных комплектующих[44].
- апрель 2019: Роскосмос планирует включить "Экспресс-РВ" в проект "Сфера".[45]
- август 2018 года. Подписан договор между ГПКС и ИСС на создание спутников Экспресс-АМУ3 и Экспресс-АМУ7. Полезная нагрузка для спутников будет поставлена компанией Thales Alenia Space Italy[9].
- июнь 2018 года. ГПКС объявило повторный конкурс на создание аппаратов Экспресс-АМУ3 и Экспресс-АМУ7. Облик заказываемых аппаратов был изменён, предположительно из-за отказа от C-диапазона на новых спутниках[46].
- май 2016 года. Компания «ИСС имени Решетнева» выиграла конкурс на изготовление спутников Экспресс-80 и Экспресс-103[47].
- февраль 2016 года. Введен в эксплуатацию Экспресс-АМУ1, запущенный в декабре 2015 года[21].
- декабрь 2015 года. Введен в эксплуатацию Экспресс-АМ8, запущенный в сентябре 2015 года[48].
- апрель 2015 года. Введен в эксплуатацию «Экспресс-АМ6», запущенный в октябре 2014 года.[49].
- апрель 2015 года. Введен в эксплуатацию Экспресс-АМ7, запущенный в марте 2015 года[20].
- октябрь 2014 года. Запущен спутник «Экспресс-АМ6», после выведения фактические параметры орбиты отличаются от требуемых[50], но довыведение аппарата в точку стояния на ГСО будет осуществлено по запланированной схеме собственными электрореактивными двигателями спутника, за счет увеличения сроков выведения и расхода рабочего тела (ксенона)[51].
- октябрь 2014 года. Генеральный директор ГПКС Юрий Прохоров сообщил о планах развития группировки на 2018—2020 годы, согласно которым планируется вывести семь новых тяжелых спутников связи[52].
- май 2014 года. Неудачный запуск Экспресс-АМ4Р. Спутник потерян из-за отказа третьей ступени ракеты-носителя[19].
- апрель-май 2014 года. Введены в эксплуатацию Экспресс-АТ1 и Экспресс-АТ2, выведенные на орбиту один пуском «Протон-М» в марте 2013 года[5].
- март 2014 года. Введен в эксплуатацию запущенный в декабре 2013 года «Экспресс-АМ5»[53].
- январь 2014 года. ГПКС назвала победителем тендера на создание Экспресс-АМУ2 европейскую компанию Astrium SAS, предложившую самую низкую цену в 4,8 млрд рублей и кратчайший срок изготовления и поставки спутника. Второй участник конкурса — ИСС имени Решетнева — посчитал результат конкурса несправедливым, подав иски в суд и в ФАС. В итоге решение об изготовлении Экспресс АМУ-2 так и не принято[22][23].
- декабрь 2013 года. Запущен «Экспресс-АМ5»[54]. Впервые в отечественной практике довыведение аппарата на ГСО будет произведено собственными электрореактивными двигателями спутника[55].
- октябрь 2013 года. ФГУП «Космическая связь» (ГПКС) объявило тендер на создание тяжелого спутника связи Экспресс-АМУ2[56].
- январь 2013 года. Компания EADS Astrium выиграла конкурс на изготовление, поставку, выведение на орбиту, проведение испытаний на орбите, сдачу в эксплуатацию и поддержку на орбите космического аппарата Экспресс-АМУ1, стоимость контракта 6,23 млрд рублей[57].
- ноябрь 2012 года. ФГУП «Космическая связь» объявило открытый конкурс на право заключения договора на изготовление, поставку, выведение на орбиту, проведение испытаний на орбите, сдачу в эксплуатацию и поддержку на орбите космического аппарата Экспресс-АМУ1[58].
- август 2012 года. Спутник Экспресс МД2 в результате аварии разгонного блока Бриз-М был доставлен на нерасчётную орбиту и не может быть использован по назначению[59].
- март 2012 года. ФГУП «Космическая связь» и крупнейшая европейская компания EADS Astrium подписали контракты на изготовление двух спутников Экспресс-АМ4R и Экспресс-АМ7. Эти тяжелые космические аппараты планируется вывести на орбиту в 2014 году в позиции 80 и 40 градусов в. д. соответственно[60].
- март 2012 года. Спутник Экспресс-АМ4, выведенный в августе 2011 года на нерасчетную орбиту[61], затоплен в Тихом океане[18].
- август 2011 года. Неудачный запуск Экспресс-АМ4. Спутник потерян из-за отказа разгонного блока Бриз-М.
- сентябрь 2010 года. ФГУП «Космическая связь» заключил договоры с ОАО «ИСС» имени академика М. Ф. Решетнёва" и французским подразделением компании Thales Alenia Space на создание трех космических аппаратов: двух спутников непосредственного вещания — Экспресс-АТ1 и Экспресс-АТ2, а также спутника связи и вещания Экспресс-АМ8. Запуск Экспресс-АТ1 и Экспресс-АТ2 запланирован на конец 2012 года, Экспресс-АМ8 — на 2013 год[62].
- май 2009 года. Опубликованы результаты открытого конкурса на проектирование, разработку и изготовление спутников «Экспресс-АМ5» и «Экспресс-АМ6». Победителем признано ОАО «ИСС» имени академика М. Ф. Решетнёва"[63].
- май 2009 года. Введены в эксплуатацию спутники «Экспресс-АМ44» и «Экспресс-МД1», выведенные на орбиту одним пуском в феврале 2009 года[64].
- август 2008 года. ФГУП «Космическая связь» отложило запуск сданного изготовителем в июле спутника «Экспресс-АМ44» на ноябрь-декабрь в связи с тем, что ФГУП «ГКНПЦ им М. В. Хруничева» не завершил создание «Экспресс-МД1» в срок; решение о позиционировании будет принято ГПКС не ранее конца сентября 2008 года[65].
- апрель 2008 года. Введен в эксплуатацию «Экспресс-АМ33», запущенный в январе 2008 года[66].
- октябрь 2007 года. Выпущен Приказ Минкомсвязи от 16 октября 2007 года N 116 "Об утверждении Перечня мероприятий по обновлению и развитию гражданских спутниковых систем связи и вещания государственного назначения" в котором указано, что в 2009-2010 планируется осуществить запуск 3-х спутников Экспресс-РВ.